# Estadio Panamericano
El Estadio Panamericano de Cuba es un estadio multiusos ubicado en la ciudad de La Habana en Cuba. Se inauguró en la primavera de 1991 para albergar los XI Juegos Panamericanos efectuados en La Habana, el nombre del estadio "Panamericano" se debe a que se construyó exclusivamente para ser la sede principal de esta competencia, Los Juegos Panamericanos.

## Ubicación
Se encuentra ubicado en la Vía Monumental, Cojímar, Habana del Este, La Habana. Fue erigido a corta distancia del litoral norte de la capital Cubana, dispone de una rápida y buena comunicación vial por el centro y Sur de la capital ubicado cerca al nuevo complejo deportivo formado por la Villa Panamericana, el Velódromo Reinaldo Paseiro, Complejo de Piscinas Baraguá y canchas, obras que integran un céntrico distrito del municipio Habana del Este.

## Características e instalaciones del estadio
En sus inicios las instalaciones, contaron con modernas pizarras electrónicas de información al público, sistema de audio e iluminación para las trasmisiones en colores, cafeterías, baños y taquillas para deportistas y oficiales, enfermería y locales para el trabajo de la prensa nacional y extranjera.
El 2 de agosto de 1991 fue sede de la inauguración de los históricos XI Juegos Panamericanos, con una asistencia de 34 mil espectadores. Además contó con la presencia del Presidente cubano Fidel Castro, Juan Antonio Samaranch, presidente del Comité Olímpico Internacional (COI); Mario Vázquez Raña, presidente de la Organización Deportiva Panamericana (ODEPA), José Ramón Fernández Álvarez, presidente del Comité Olímpico Cubano además de otras autoridades del Deporte en Cuba y la región.

## Historia
Desde sus inicios hubo controversias en cuanto al sitio donde debía erigirse. Arquitectos e Ingenieros, recuerdan el temor por lo erosivo del salitre: el estadio se encuentra a medio kilómetro de la costa.
Un grupo de ingenieros y especialistas coincidían más o menos en la ejecución del estadio. Sin embargo, propusieron construir el complejo de piscinas, el velódromo y las canchas de tenis, alejadas del salitre. Pero las decisiones no la tomaban ellos.
El entonces presidente de la isla Fidel Castro decidió que ese era el espacio perfecto. Y el tiempo era corto. Tanto el estadio como el complejo náutico, que está sin techo, o el velódromo, se construyeron en este lugar a pesar de estar a pocos metros de la costa y esto llevara consecuencias en el futuro, deterioro debido a la erosión del mar."
Norge L., de 43 años, ingeniero civil, añade que el construir el estadio cerca del mar no fue una decisión sabia, aunque en el mundo se edifiquen hoy estadios y hoteles cerca de las costas. Eso es posible, pero solo si se respetan las especificidades técnicas. Los materiales de construcción, cubiertas y pinturas deben ser los adecuados, poseer componentes químicos resistentes a la erosión. En otras regiones del Caribe, como en Trinidad y Tobago, por ejemplo, el estadio olímpico se encuentra muy cerca del mar. Pero semanalmente se riega con una sustancia especial para protegerlo".

## Reparación
En el 2008 el estadio fue sometido a una reparación, siendo sustituida la pista por el estado de deterioro que presentaba. La nueva pista sintética fue fruto del aporte conjunto de la Federación Internacional de Atletismo (IAAF) y del Gobierno de Cuba.
La cuidadosa y exigente instalación de la nueva superficie reclamó un meticuloso desmontaje de la anterior, con la participación, además, de constructores, miembros de las Fuerzas Armadas Revolucionarias y del Ejército Juvenil del Trabajo, personal del estadio y de entidades afines.